# 元町港
元町港（もとまちこう）は、東京都大島町元町にある地方港湾。港湾管理者は東京都。港則法の適用港である。統計法に基づく港湾調査規則では乙種港湾に分類されている。

## 概要

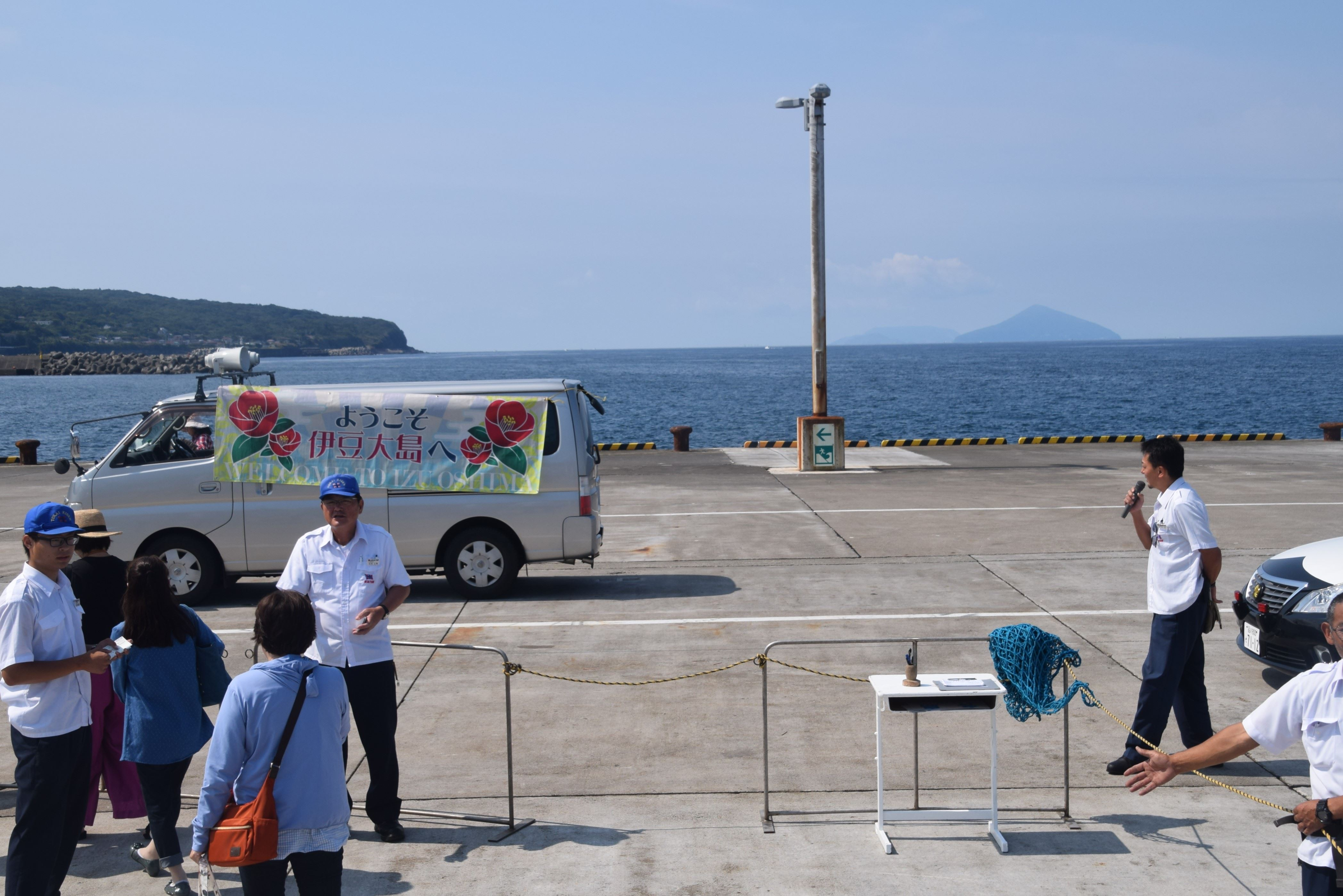
船が元町港に到着。遠くに利島が見える。

伊豆大島の西岸、大島の中心市街地で大島町役場や大島支庁が置かれている元町地区に位置しており、大島の玄関口となっている。
港湾施設として定期船が発着する岸壁、船客待合所、小型船船溜まりが設けられている。船客待合所は地上3階建で、東建築設計事務所の設計により1995年に竣工した。旅客ターミナル機能のほか、三原山噴火時の避難施設として、火山弾に対するシェルター機能も考慮されている。
伊豆諸島港湾整備計画においては、補完港である岡田港を含む一島二港方式で貨客船の就航率97.5%を目指すとともに高速ジェット船の安定した就航目指すこと、大規模災害時の島外避難港として単独で貨客船の就航率97.5%を目指すことが盛り込まれている。定期船岸壁は乗降と荷役の安全性・利便性・効率性向上のため、幅員を26mから50mに拡幅する事業が2007年度から順次施工された。このほか、荷捌き地、駐車場、道路、船客待合所と岸壁を結ぶ日除け雨除け施設、防波堤（西）、泊地（南）の整備事業が行われている。
2015年度の発着数は1,314隻（779,732総トン）、利用客数は107,820人（乗込人員58,414人、上陸人員49,406人）である。

## 航路

### 東海汽船
東海汽船の大型客船および高速ジェット船（ジェットフォイル）が就航する。海面の状況により補完港である岡田港を利用する場合がある。

#### 大型客船
- 東京（竹芝埠頭）・横浜（大さん橋） - 伊豆大島 - 利島 - 新島 - 式根島 - 神津島

さるびあ丸が就航する。横浜港は週末のみ寄港する。
一部期間は八丈島航路に就航している橘丸が復路のみ寄港する場合がある。

#### 高速ジェット船
- 東京・久里浜・館山 - 伊豆大島 - 利島 - 新島 - 式根島 - 神津島

久里浜・館山は一部期間のみ寄港する。
- 熱海 - 伊東 - 稲取 - 伊豆大島

直行便、寄港便があり、寄港便は伊東港、稲取港はいずれかに寄港する。
- 下田 - 大島 - 館山

冬期のみ運航される。

## 港湾施設
- 岸壁
- 泊地（-7.5m）
- 船客待合所
- 小型船船溜まり